# Angelika Dubinski
Pour les articles homonymes, voir Dubinski.
Angelika Dubinski, née le 30 juillet 1995 à Georgsmarienhütte en Allemagne, est une patineuse artistique allemande. Elle est championne nationale allemande junior 2012.

## Biographie
Angelika Dubinski naît le 30 juillet 1995 à Georgsmarienhütte.
Elle fait ses débuts dans le sport à Osnabrück, où elle participe à quelques petites compétitions. Elle ne fait le saut dans le sport de compétition que lorsque sa famille déménage de GMHütte à Berlin en 2007. Au Berliner Sportverein 1892, elle découvre une atmosphère plus professionnelle - et ses futurs modèles de près. Elle est d'abord entraînée par d'Alexander König et plus tard par Lena Lazarenko, qu'elle suit jusqu'à la fin de sa carrière.
À l'âge de 16 ans, elle remporte la première place aux championnats d'Allemagne juniors à Oberstdorf.

## Programmes
| Saison    | Programme court                   | Patinage libre              |
| --------- | --------------------------------- | --------------------------- |
| 2011-2012 | Sélection de la musique par Yello | Dark Angel par Edvin Marton |

## Palmarès
| Jeux olympiques d'hiver       |     |     |  |  |  |  |  |  |  |  |  |  |  |  |
| Championnats du monde         |     |     |  |  |  |  |  |  |  |  |  |  |  |  |
| Championnats d’Europe         |     |     |  |  |  |  |  |  |  |  |  |  |  |  |
| Championnats d'Allemagne      |     | 10e |  |  |  |  |  |  |  |  |  |  |  |  |
| Championnats du monde juniors | 28e |     |  |  |  |  |  |  |  |  |  |  |  |  |
|                               |     |     |  |  |  |  |  |  |  |  |  |  |  |  |